# Uitvalnaaf

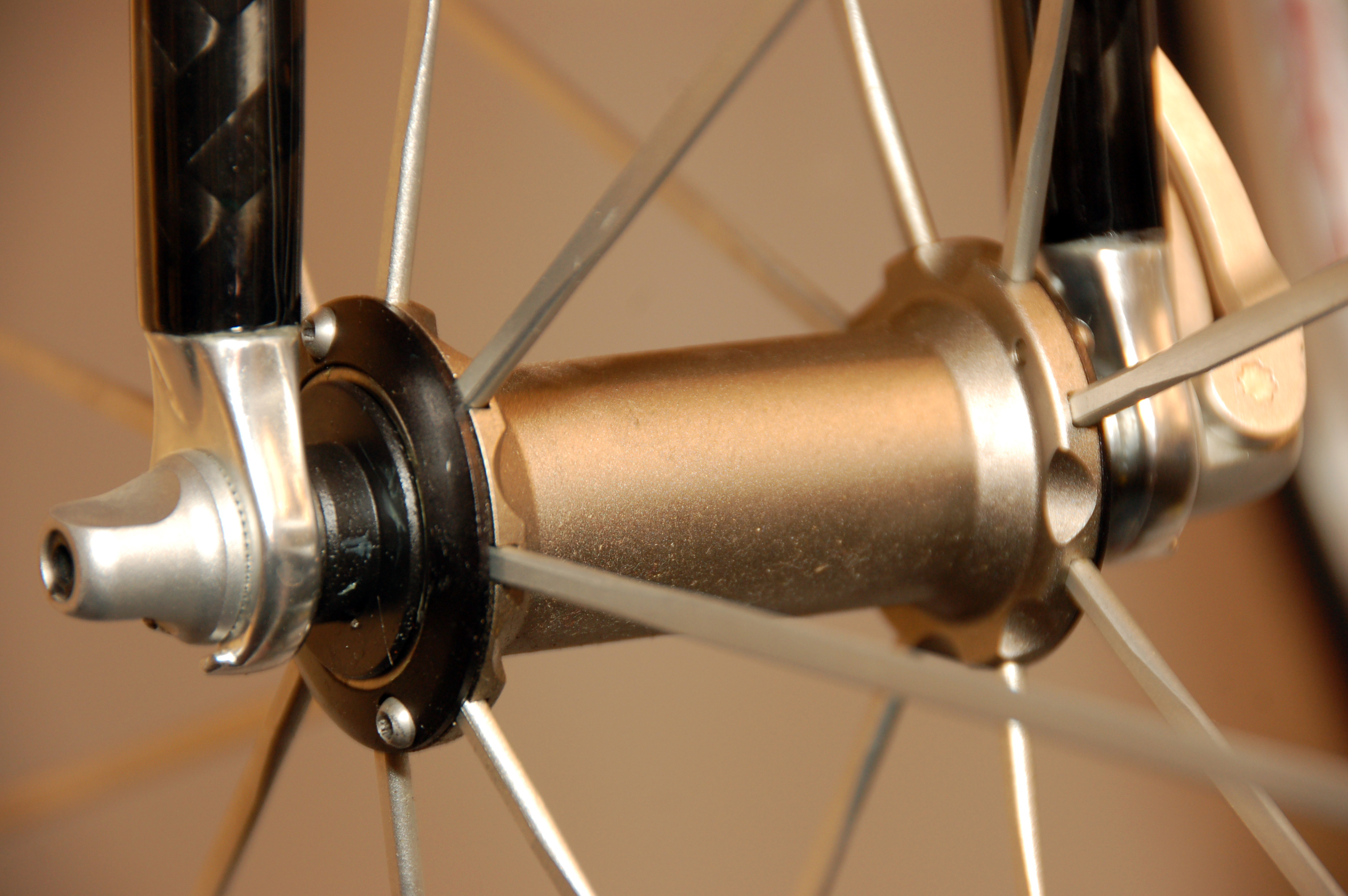
Gemonteerd voorwiel met snelspanner in de naaf.

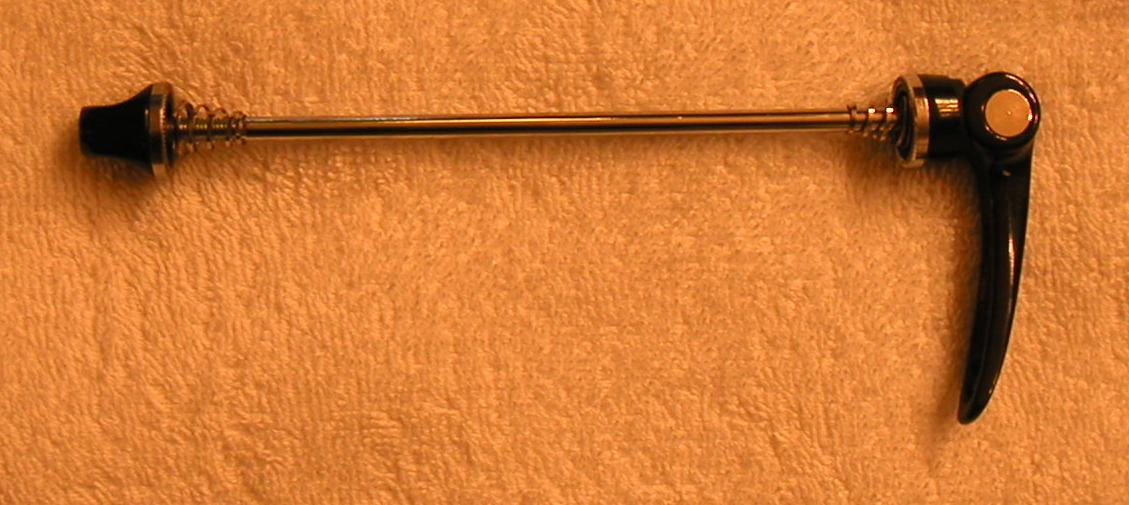
Losse snelspanner.

Een uitvalnaaf is een speciale naaf voor rijwielen, die vooral voor racefietsen wordt gebruikt. Het deel in de uitvalas waarmee een fietsonderdeel eenvoudig kan worden ingeklemd of losgehaald, heet ook wel een snelspanner, snelsluiter of bloccage.
De snelspanner heeft aan de ene zijde een schroefdraad, waarmee een borgstuk aangedraaid kan worden. Aan de andere zijde zit een veersysteem en een hefboompje, waarmee het wiel in het frame wordt geklemd. 
Voordat de uitvalnaaf op racefietsen werd gebruikt, werd vaak gebruikgemaakt van vleugelmoeren. Maar met een uitvalnaaf is in een wielerwedstrijd een wiel met een lekke band veel sneller te vervangen.